# Імбабура (вулкан)

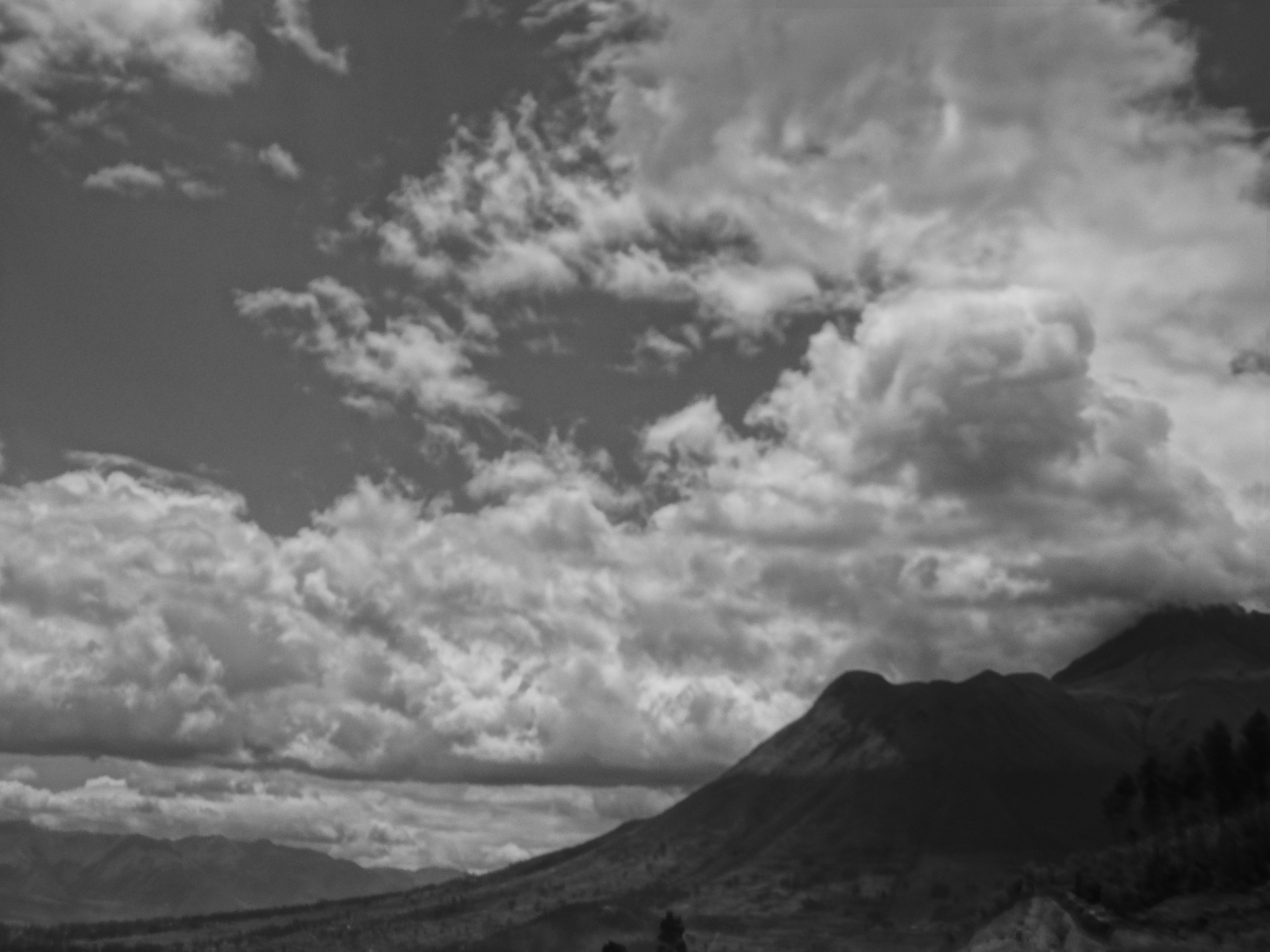
Імбабура (вулкан)

Імбабура (ісп. Imbabura) — неактивний стратовулкан на півночі Еквадору. Хоча останнє виверження відбулося понад 14 тис. років тому, вулкан не є остаточно неактивним. Вершина вулкана вкрита постійними снігами, проте без льодовиків.
Схили вулкана, вкриті вулканічним попелом, дуже родючі. Хмарні ліси, що вкривають вершину, як і багато інших ділянок Анд до висот понад 3000 м, також сприяють створенню родючих ґрунтів. У результаті схили гори активно використовуються для сільського господарства. Тут вирощують кукурудзу, цукрову тростину, боби та інші культури. Також у регіоні розвинуте скотарство, для якого використовуються альпійські луки навколо вулкана.